# Hans Wåhlin

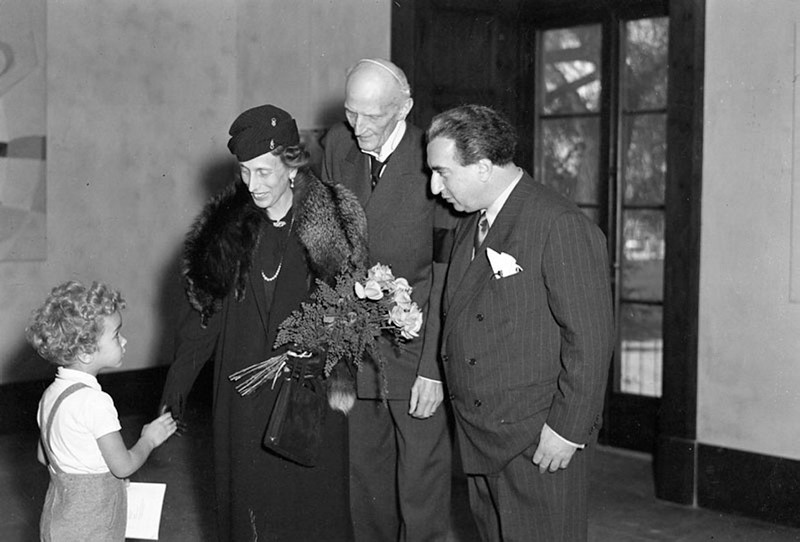
Isaac Grünewald (t h) med sin lille son Björn, kronprinsessan Louise och prins Carl på Liljevalchs konsthall 1944.

Hans Wåhlin, född 17 juli 1894 i Malmö, död 30 juni 1961 i Malmö, var en svensk konsthistoriker. 
Hans Wåhlin disputerade 1921 på en avhandling om franska influenser i Skånes medeltida träskulptur. Därefter arbetade han som konstkritiker för Nya Dagligt Allehanda och Aftonbladet. Han skrev flera böcker och ingick även 1922–1937 i redaktionen för Nordisk familjeboks tredje upplaga. Hans Wåhlin tillträdde 1939 tjänsten som chef för Liljevalchs konsthall, och var som landstormskapten kanske delansvarig för att lokalerna samma år rekvirerades av militären för att användas som förläggning för femhundra flottister. Först 1944 kunde konsthallen öppna för publik igen, med en retrospektiv utställning med Isaac Grünewald som blev mycket framgångsrik.
Han var son till arkitekten Theodor Wåhlin och Calla (född Ståhle) i Malmö. Han var gift två gånger, först med Eva Lindgren från 1921 och sedan från 1942 till sin död med fil kand Thyra Johanson. Hans Wåhlin är begravd på Norra kyrkogården i Lund.